# 松平重和
松平 重和（まつだいら しげふさ）は、江戸時代前期の旗本。通称は太郎左衛門。松平郷松平家（太郎左衛門家）10代当主。

## 生涯
松平尚栄の長男として誕生。
寛永8年（1631年）、3代将軍・徳川家光に拝謁する。以後、隔年参府して将軍に御目見する慣例となった。慶安元年（1648年）、父の隠居により家督を相続した。松平郷の菩提寺・高月院の堂宇の修復を行った。

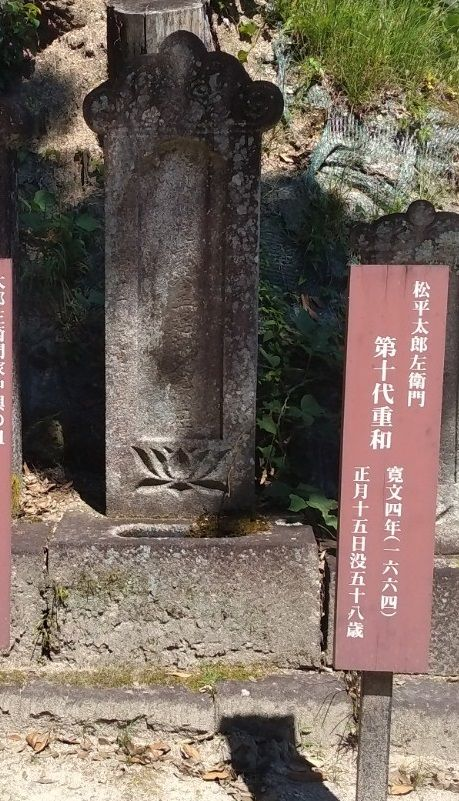
松平重和の墓(豊田市高月院)

寛文4年（1664年）死去、享年58。

## 系譜
- 父：松平尚栄
- 母：成瀬重正養女
- 妻：本多光久娘
- 妻：本多光政娘
- 生母不明の子女
  - 男子：松平信和
  - 女子：清光院 - 松平信久室、親貞の母